# Beatriz de Meneses, 2.ª Condessa de Loulé
Dona Brites ou Beatriz de Meneses (1470-c.1538), 2ª Condessa de Loulé que, pelo seu casamento, foi também 4ª Condessa de Marialva. Nobre portuguesa, filha de D. Henrique de Meneses e de sua mulher D. Guiomar de Bragança.
Seu pai, um dos grandes dignitários da Corte de D. Afonso V, detinha o condado de Viana do Alentejo, o condado de Viana da Foz do Lima e o condado de Valença, para além das Capitanias das praças marroquinas de Alcácer-Ceguer e de Arzila.
Na sua morte, e de acordo com a Lei Mental, todo este património reverteria para a Coroa, pelo que D. Afonso V, por carta de 12 de Novembro de 1471,  recebe o Condado de Valença, com os senhorios de Caminha e Cerveira, concedendo, em troca, a D. Henrique de Meneses o novo condado de Loulé que, por ser outorgado de juro e herdade, permitiria que sua filha o herdasse.
De facto, com a morte do pai, D. Beatriz de Meneses vê o título de 2.ª condessa de Loulé ser-lhe confirmado por carta de 17 de Fevereiro de 1480.

## Casamento e Descendência
D. Beatriz casou, antes de 1496, com D. Francisco Coutinho, 4.º Conde de Marialva e Meirinho-Môr.
Deste casamento nasceu uma única filha, D. Guiomar Coutinho. D. Manuel I, por carta de 18 de Junho de 1504, permitiu que, na ausência de um varão, esta filha podesse herdar o património de ambos os progenitores, pelo que se tornou na 3.ª condessa de Loulé e 5.ª condessa de Marialva. D. Guiomar veio a casar com o infante D. Fernando, Duque da Guarda.